# Анастас Ватев
Анастас Ветев Ватев е български офицер (генерал-майор), началник на Втора военноинспекционна област през 1932 – 1934 година и министър на войната в началото на май 1934 година.

## Биография
Анастас Ватев е роден на 22 октомври 1881 година в Ловеч. През 1903 година завършва Военното училище в София и е произведен в чин подпоручик, през 1906 г. в чин поручик, а през 1910 г. в чин капитан. Военната си служба започва във втори артилерийски полк в Пловдив. От 1906 г. е в четвърти артилерийски полк. През 1910 година завършва военна академия в Италия.
През Балканската война (1912 – 1913) е командир на батарея в Четвърти артилерийски полк, като в боевете при Чаталджа е ранен. През Първата световна война (1915 – 1918) е началник-щаб на Първа и Втора бригада на Седма пехотна рилска дивизия, след което е началник на Разузнавателния отдел при Щаба на Действащата армия и командир на дружина в Тринадесети пехотен рилски полк. На 1 март 1916 г. е произведен в чин майор, а на 27 февруари 1918 г. в чин подполковник. От 1917 до 1920 г. е началник на разузнавателната служба при Щаба на войската. Служи като началник-щаб на Шеста пехотна бдинска дивизия и началник на Врачанското военно окръжие.
От 1923 г. е помощник-командир на Осми пехотен приморски полк, след което същата година е назначен за помощник-командир на Първи пехотен софийски полк. На 30 януари 1923 г. е произведен в чин полковник. По-късно служи в 3-ти, 4-ти и 7-и артилерийски полкове. От 1927 година е командир на Осма пехотна тунджанска дивизия и началник на Старозагорския гарнизон, като през 1930 година е произведен в чин генерал-майор. В периода от 1932 до 1934 година е началник на Втора военноинспекционна област, а същевременно е и председател на Централното управление на Военния съюз.
На 9 май 1934 година, в навечерието на Деветнадесетомайския преврат, Анастас Ватев е назначен за министър на войната в третото правителство на Никола Мушанов. След преврата е поставен под домашен арест, на 25 май е интерниран в Ловеч, а на 22 юли е екстрадиран през пристанището на Лом.
Ватев прекарва следващите месеци в Торино. Получава разрешение да се върне в България едва след отстраняването от власт на звенарите и съставянето на правителството на Андрей Тошев през 1935 година. Той се включва активно в дейността на Народното социално движение, за което през септември отново е интерниран в Ловеч. През 1937 година става съдружник в предприятие с италианско участие, което се занимава с търговия с оръжие и части за самолети. През 1953 г. е разработван от Държавна сигурност във връзка с подозрение за шпионаж в полза на американското разузнаване под псевдоним „Рак“.
Анастас Ватев умира на 21 април 1967 година в София.

## Военни звания
- Подпоручик (1903)
- Поручик (1906)
- Капитан (1910)
- Майор (1 март 1916)
- Подполковник (27 февруари 1918)
- Полковник (30 януари 1923)
- Генерал-майор (31 януари 1930)

## Награди
- Орден „За храброст“ IV степен, 1-ви и 2-ри клас
- Орден „Свети Александър“ III степен без мечове и V степен с мечове по средата
- Орден „За военна заслуга“ II степен
- Германски орден „Железен кръст“ II степен